# ワイルド・ヒーローズ
『ワイルド・ヒーローズ』は、2015年4月19日から同年6月21日まで毎週日曜日22:30 - 23:25に、日本テレビ系『日曜ドラマ』で放送されていた日本のテレビドラマ。

## 企画・制作
日本テレビでは日曜日22時30分からの1時間枠を刷新し、新たな連続ドラマ枠『日曜ドラマ』を編成することが2015年2月6日に行われた改編説明会で明らかにされた。この時間帯でテレビドラマが放送されるのは、1991年10月13日までに放送された『新スパイ大作戦』以来約23年半ぶりであり、日本制作のテレビドラマとしては1968年7月21日までに放送された『特別捜査本部』以来46年9か月ぶりとなる。
その第1弾として本作が発表され、EXILEのボーカル担当のTAKAHIROが初主演を務めることになった。共演としてEXILE TRIBEのメンバーらも出演した。
なお、日本テレビ制作による日曜ドラマは本作以後、『ニッポンノワール-刑事Yの反乱-』（2019年10月 - 12月）まで4年9か月、全18作品連続で続くこととなる。

## ストーリー
主人公と、高校時代の悪ガキ仲間による7人の友情」をテーマに、かつてヤンキーだった主人公が、6人の仲間とともに少女を救うというストーリーである。
10年前、100人vs6人の2つのグループの抗争にて、先方に果たし合いを申し込んでおきながら対決の当日に姿を見せなかった6人のグループのひとり、キー坊。その一件でグループの絆は大敗と共にバラバラとなった。
10年後、敵も味方もそれぞれの人生を歩んでいた。サラリーマンとなったキー坊は転勤で、苦い思い出のあるかつての地元に戻ってきた。そんなキー坊に謎の少女が助けを求めてきた。窮地に陥ったキー坊は、かつての仲間に助けを求める。それは、少女を救う戦いと同時に、バラバラになったかつての絆をつなぎ直す戦いの始まりでもあった。

## キャスト

### ヤンキーグループ「風愛友」（フー・アー・ユー）
瀬川希一（キー坊）〈29〉
演 -  TAKAHIRO（EXILE）
医療機器メーカーに勤務する営業マン。
高校時代は喧嘩に明け暮れていたが、ある日のケンカ相手だった田川との一件から「伝説のヘタレ」という汚名が残り、かつての仲間との間に長らくしこりができていた。
10年後、転勤でかつての地元に戻ってきたが、助けを求めてきた謎の少女・日花里を救うべく奮闘する。
前述の汚名から周りから弱く見られがちだが、実際は刑事やプロの軍人も素手の闘いで倒せるほど腕っぷしが強く、他者の心の内を見抜く審美眼もあり、理屈抜きで人を信じ抜く一本気な心の持ち主である。
10年前に仲間と共に成し得なかった100人相手に勝つという死闘を勝ち抜いて日花里を守り抜き、自分なりに過去のわだかまりにも決着を付けた。
事件後は元の日常に戻り、日花里との再会を待ち続ける。
ちなみにメンバーの愛称は殆ど彼が付けたものだが透からはダサいと評されており、ネーミングセンスは良くない。
三木洸介（ミッキー）〈29〉
演 - 青柳翔（劇団EXILE）
家業である自転車店の三木輪業を引き継ぎ、経営している。
田川との一件から希一を恨んでいたが、佳代から隠された事情を聞かされてからは彼の本心と苦悩を察して、これまでの憎しみを改め、希一に協力しようとする。
常に冷静に意見を述べるチームの参謀役。
佐伯春太郎（チョコ）〈28〉
演 - 岩田剛典（EXILE / 三代目 J SOUL BROTHERS from EXILE TRIBE）
現在はカラオケボックス『ウララ』の店長をしている。
田川との一件以降、希一に強い恨みを抱き、当初は彼の危機にも力を貸すことを拒んでいたが、仲間たちが徐々に考えを改めているのに心を動かされ、希一へのわだかまりを解き、以降は協力的な立場を示すようになる。
幼い頃家族を全員亡くしてから刹那的な生き方をしていたが、戦いを通して自身の生きる意味を見出していく。
徳井哲平（ポンジャラ）〈29〉
演 - 野替愁平（劇団EXILE /   DOBERMAN INFINITY）
現在はスーパーマーケットで万引きGメンとして勤務している。
神部剛（ピーちゃん）〈28〉
演 - 八木将康（劇団EXILE）
現在はトラック運転手で生計を立てている。
妻の紗彩のわがままに毎日振り回されているが、彼女を心から愛している。
林田典明（テンテン）〈31〉
演 - 黒木啓司（EXILE / EXILE THE SECOND）
家業のクリーニング屋を経営している。
疑心暗鬼な一面があり、一時期本当にももよの子供が自分と血縁関係があるのか不安になり家出をしたこともあるが、その心配は杞憂に終わる。
里島透（メロス）〈18〉
演 - 佐藤大樹（EXILE / FANTASTICS from EXILE TRIBE）
洸介を兄のように敬愛し、毎日のように三木輪業に入り浸っている高校生の少年。
仲間を信頼することができず一匹狼を気取っていたが、希一らとの関わりの中で考えを改め、愛称を付けられグループの一員となる。

### 関係者
五嶋日花里 〈10〉
演 - 桜田ひより
本作のキーパーソン。ある事情で記憶喪失に陥っている少女。
ひょんなことから希一に助けを求める。やがて記憶が戻り、ある理由から「かがやきの方舟」に狙われることになったが、希一らとの関わりの中で精神的に成長していく。特に希一に想いを寄せていた。
事件後は海外に旅立ち、いつか会いに行くと手紙で再会を約束した。
五嶋幸雄〈44〉
演 - 大浦龍宇一
日花里の父親。宗教団体「かがやきの方舟」に捕まり、行方不明となっていたが、事件後に娘と再会する。
野中双葉
演 - 渡辺舞
美史の姉。宗教団体「かがやきの方舟」の信者。
野中美史〈23〉
演 - 水沢エレナ
希一の取引相手の病院に勤務する看護師。
当初は他の医師と同じく、彼の売り込む器具に関心を示さなかったが、後にパンフレットを読んで、その性能さを認め、以降は希一の会社と取引するようになるきっかけを作った。しかし実際は姉とともに黒い噂の絶えない宗教団体「かがやきの方舟」に所属していた。組織に心酔しきっている姉とは対照的に、自らの行動に疑問を感じている。実は姉を組織から抜けさせる為に潜入していたことが判明するが、後に姉も自らを庇って命を落としてしまう。その後は組織に残留しながら希一らをサポートする黒子に徹する。
決着後は罪を償うべく警察に出頭した。
レインマン
演 - 横山めぐみ
本名は陽子で日花里の実の母親。宗教団体「かがやきの方舟」の代表者。
信者が話しかけてはいけない人物だが、実際は歴史の象徴に過ぎず、行動を起こしているのは幹部達である。本人も組織の方針に含むところがあり、組織に決定打を与えてくれる人間を待ち続けるような態度を見せている。彼女自身は娘の幸せを願う母そのものであり、レインマンは自分で終わりだと言い、継承させることはなかった。
瀬川努 〈58〉
演 - 長谷川初範
希一の継父。公務員。
瀬川澄子〈56〉
演 - 朝加真由美
希一の母親。母子家庭で希一を育て、努と再婚する。
瀬川優太〈14〉
演 - 飛田光里
努の息子・希一の義弟。中学生。
希一のヘタレ伝説のため学校で笑いものにされた経緯から不登校になっている。希一のことを毛嫌いし、対話することも拒絶していたが、後に和解する。
三木佳代〈74〉
演 - 草村礼子
洸介の祖母。認知症気味で、常に洸介から介護を受けている。
希一が田川との決闘に姿を見せなかったことの真相を知っており、彼にわだかまりを抱いていた旧友の考えを改めさせるきっかけとなった。
神部紗彩〈21〉
演 - 二宮愛
剛の妻。
甘えん坊で、日常的に剛にわがままを言って振り回すことも多いが、基本的に仲は良好。
里島夏美〈30〉
演 - 和希沙也
透の義母。
林田 ももよ〈28〉
演 - 平田薫
典明の妻。妊娠中。事件後に双子を出産する。
森山花〈24〉
演 - 中村静香
哲平の万引きGメンとして働いているスーパーの店員。
田川 隼人〈31〉
演 - 塚本高史
希一らのかつての同門で宿敵。現在は地元の暴力団の若頭。
「仲間を裏切らず、女性や子供に手は出さない。」をモットーとしている。
希一と再会した本作序盤では自身の仲間も含み、赤城の手下的な感じだったが、赤城が死亡してから、希一らに手助けするようになった。
柳原俊三
演 - 音尾琢真
田川の上司である暴力団幹部。
赤城達彦〈56〉
演 - 内藤剛志
刑事。希一らが更生するきっかけとなった人物であり、それぞれの道へ進んだ彼らを気にかけている。哲平に万引きGメンの仕事を紹介した張本人でもある。
希一らの前では普通の刑事の姿を見せているが、後に宗教団体「かがやきの方舟」と手を組み、田川やその仲間を手下として協力させ、最終的に日花里を殺そうとした。改心するが、まもるの手で殺されてしまう。
大島尚久
演 - 姜暢雄
赤城と同じ署に勤務する刑事。息子の手術の成功を願っている。
宗教団体「かがやきの方舟」と手を組んでいた署の刑事とは違い、希一らを宗教団体「かがやきの方舟」から守っていた。
まもる
演 - 前田公輝
さわこの息子。
殺し屋的な存在で、人を簡単に殺せていた。
母親が「かがやきの方舟」の信者。田川とは無関係。
藤代さわこ
演 - 原日出子
まもるの母親。一時的に、日花里を預かったときは担任と嘘をついていた。
宗教団体「かがやきの方舟」の信者だったが、事件後に警察に出頭した。
桂木志穂
演 - 酒井美紀
春太郎と好意的な関係にある旦那持ちの女。
事件後、春太郎が偶然店で発見し、実は独身で店勤めだったことが分かったが、結果的に距離は縮まった。

## スタッフ
- 脚本 - 蛭田直美
- 演出 - 佐藤東弥、石尾純
- 音楽 - 出羽良彰、大間々昂
- 主題歌 - Crystal Kay「君がいたから」（UNIVERSAL MUSIC / Delicious Deli Records）
- 音楽プロデュース - 志田博英
- 選曲 - 稲川壮
- ファイティングコーディネート - 佐々木修平
- MTBスタント - 有薗啓剛
- スタジオ - 日活撮影所
- ロケ協力 - 駿河湾沼津FC「ハリプロ映像協会」、沼津市　ほか
- ラインプロデューサー - 大塚泰之
- プロデュース - 松原浩、渡邉浩仁
- 制作協力 - 日テレアックスオン
- 制作著作 - 日本テレビ

## 放送日程
| 各話                                                          | 放送日  | ラテ練 | 演出     | 視聴率 |
| ------------------------------------------------------------- | ------- | --- | -------- | ------ |
| 第1話                                                         | 4月19日 | 孤独な少女を助け追われる身となった男 頼ったのはかつて裏切った仲間たちだった! 謎&アクションに満ちた絆と友情の感動作 | 佐藤東弥 | 9.7%   |
| 第2話                                                         | 4月26日 | 消えた少女…恩人と涙の対決! 衝撃の展開 この回を見逃すな!                                                            | 佐藤東弥 | 10.2%  |
| 第3話                                                         | 5月3日  | 少女を狙う新たな敵 仲間は来るか?…少年の勇気が試される!                                                             | 石尾純   | 8.4%   |
| 第4話                                                         | 5月10日 | 母の日に贈る親子愛 暗殺者は息子…決死のSOS! 黒幕の登場                                                              | 石尾純   | 9.2%   |
| 第5話                                                         | 5月17日 | 仲間がいない東京で孤立無援の二人は逃げ惑う! ついに命が…                                                            | 佐藤東弥 | 7.9%   |
| 第6話                                                         | 5月24日 | 今夜、少女の記憶が戻る! 黒幕も次々登場 この回こそ見逃すな                                                          | 佐藤東弥 | 8.7%   |
| 第7話                                                         | 5月31日 | 愛する人と涙の別れ 決死の人質交換! 訪れる衝撃ラストシーン                                                          | 石尾純   | 8.2%   |
| 第8話                                                         | 6月7日  | 少女の正体…決死の脱出劇! 愛する人の死 再びの衝撃ラスト!                                                            | 佐藤東弥 | 8.7%   |
| 第9話                                                         | 6月14日 | 仲間を殺せ! 命令に男は親友を選び闘う…ついにラスボス登場                                                            | 石尾純   | 8.2%   |
| 最終話                                                        | 6月21日 | 男たちは仲間を信じて立てこもり最終決戦に挑む…衝撃と感動                                                            | 佐藤東弥 | 8.1%   |
| 平均視聴率 8.7%（視聴率はビデオリサーチ調べ、関東地区・世帯） |         | |          |        |

- 第1話は22:00 - 23:25に放送。